# Wendy Fitzwilliam
Wendy Marcelle Fitzwilliam (ur. 10 kwietnia 1972 w Diego Martin na Trynidadzie i Tobago) – zdobywczyni tytułu Miss Universe w 1998 roku.
W 1996 roku ukończyła studia prawnicze na University of the West Indies. W 1998 roku została wybrana Miss Universe. Była drugą reprezentantką Trynidadu i Tobago, która zdobyła ten tytuł (pierwszą była Janelle „Penny” Commissiong w 1977 roku).